# Arata Kangatari
Arata: The Legend (яп. アラタカンガタリ 〜革神語〜 Арата Кангатари) — японская манга, автором которой является Ю Ватасэ. Начала выпускаться в журнале Weekly Shōnen Sunday в 2008 году. Первый том манги был выпущен 16 января 2009 года. Выпуск манги продолжается. По мотивам манги совместно студиями Satelight (Япония) и JM Animation (Южная Корея) был выпущен аниме-сериал, премьера которого транслировалась с 9 апреля по 2 июля 2013 по года.

## Сюжет
В параллельной реальности существует волшебный мир Амавакуни, где боги и люди существуют вместе. Дабы сохранить мир и покой, на особой церемонии каждые 30 лет избирается новая принцесса, которая должна служить богу Хаягами, однако только девушки из клана Химэ удостоены такой чести, и когда пришла пора, возникла серьёзная проблема: в клане в последние 30 лет не рождались девочки, и так матриарх клана решает отправить собственного внука Арату… переодев его в девушку. Так во время церемонии Арата лично встречается с нынешней принцессой Кокури, однако один из 12 синсё — Каннаги по плану заговора совершает неудачное покушение на принцессу, которая впадает с состояние анабиоза, чтобы выжить со смертельной раной. Так как кроме 12 синсё не было других свидетелей, всю вину решили скинуть на Арату, объявив, что он намеренно переоделся женщиной, и убил принцессу. Так в мгновение, Арата становится врагом государства, в бегах он забредает в таинственный лес, где случайно меняется местами с Аратой Хинохарой из Земли, обыкновенным японским школьником. Так «Арата из Земли» пытается бежать от преследования Каннаги и получает от матриарха Микари меч Хаягами, который пробуждается в руках Араты. Так в своих видениях он видит образ принцессы Кокури, которая говорит, что Хаягами способен излечить любые раны и воскрешать мёртвых, что это единственное спасение для принцессы, которая рано или поздно умрёт. Арата должен добраться до принцессы и излечить её, так как её смерть приведёт к распри и хаосу в этом мире. Однако на своём пути Арата будет встречать массу препятствий, но в то же время заручится поддержкой новых соратников и друзей.

## Персонажи

### Главные герои
- Арата Хинохара (яп. 日ノ原 革 Хинохара Арата)

Главный герой истории, родом из современной Японии, был в школе козлом отпущения, в частности его всё время унижал Кадоваки. После предательства друга Сугуры, внезапно попал в параллельный мир, заменив Арату. Его начинают преследовать, как убийцу принцессы и парень получает от бабушки Макари меч Хаягами, который избирает его. Как правило неуверенный в себе, однако слова принцессы о том, что она верит в него, дают Арате сильный стимул. Так как над ним долгое время издевались в школе, Арата ведёт себя очень осторожно и избегает конфликтов. Так он обещает спасти принцессу во что бы то ни стало. Не желает причинять боль кому-либо. После встречи с Кадоваки, впадает в ярость и под тягой силы меча чуть не превращается в демона.
Сэйю: Нобухико Окамото
- Арата (яп. アラタ Арата)

Внук матриарха клана Химэ — Макари. Весёлый, энергичный и непринуждённый парень. Так как в клане отсутствовали девушки, было решено сделать его «новой принцессой». Так Арата становится свидетелем, как 12 синсё предают нынешнюю принцессу и пытаются убить её. При попытке бегства, Арата случайно меняется местами с иным Аратой и попадает в современную Японию. Родственники думают, что у парня амнезия (их внешность идентична). В школе он умело стоит за себя у даже унижает Кадоваки, чем вызывает бурную ярость у последнего.
Сэйю: Ёсицугу Мацуока
- Котоха (яп. コトハ Котоха)

Подруга детства Араты, родом из клана Унэнэ, который веками защищал клан Химэ. Она долгое время полагала, что «Арата с Земли» и есть Арата. Обладает магией исцеления (которой наделены все женщины клана), но не может лечить себя. Сильно привязана к Арате и везде следует за ним.
Сэйю: Аяхи Такагаки
- Каннаги (яп. カンナギ Каннаги)

Один из 12 синсё, именно он попытался убить принцессу. Сначала пытался убить Арату и даже устроил погоню за ним, но узнав о том, что Арата (с Земли) укротил меч Хаягами, решил понаблюдать за ним, поэтому отправляет его в тюрьму. После предательства Акати остаётся без всего, даже без меча, и начинает следить за Аратой, чтобы в удобный момент отобрать меч, и оживить свою возлюбленную, убитую богом огня. После того, как ближе узнаёт Арату, соглашается следовать за ним. На союз его подвигло то, что Котоха похожа на его покойную возлюбленную.
Сэйю: Юки Оно
- Масато Кадоваки (яп. 門脇 将人 Кадоваки Масато)

Одноклассник Араты из Земли. Был когда-то его другом, но инцидент, связанный с соревнованием по гонкам (в то же время из семьи ушла мать) настолько глубоко тронул Масато, что он возненавидел Арату и стал регулярно унижать и забивать его, собирая для этого шайку хулиганов, а также намеренно настроил всех одноклассников против Хинохары. Так длилось несколько лет подряд, пока Арату не заменил Арата из Амавакуни. В отличие от земного Араты, второй мог постоять за себя, шуточно воспринимал ситуацию и даже один раз ударил Масато, но это наоборот взбесило Кадоваки ещё сильнее. Дюжина Синсё решила воспользоваться его ненавистью, чтобы призвать его в этот мир и уничтожить Арату, и тот соглашается, мотивируя это тем, что «это отродье посмело уйти в другой мир, сбежав от Масато».
Сэйю: Рёхэй Кимура
- Акати (яп. アカチ Акати)

Один из 12 синсё. Сначала принимал участие в заговоре покушении на принцессу, после чего решил сам завоевать власть. Абсолютно жесток и хладнокровен, может убивать невинных без весомой причины. Лишил Каннаги его поданных и меча, несмотря на то, что рос с ним вместе.
Сэйю: Тацухиса Судзуки
- Сугуру Нисидзимa (яп. 西島 優 Нисидзимa Сугуру)

В первый день школьного года, Хинохара спас его из ситуации, когда Сугуру в метро обвинили в том, что он извращенец, после чего Арата подружился с ним. Однако в страхе стать изгоем, как и Арата, объявил, что не является его другом, тем самым предав его. Несмотря на это, он долгое время наблюдал за домом Хинохары. Позже он извиняется перед Аратой (из Амавакуни) за предательство, показывая, что сильно страдал от угрызения совести после данного инцидента.
- Имина Орибэ (яп. 織部 実名 Орибэ Имина)

Появляется в манге. Одноклассница Араты. На деле она член клана Химэ, которую, как считалось, убили 15 лет назад. Хотя на самом деле она поменялась местами с другим человеком и живёт в Японии.
- Ёрунами  (яп. エルナミ Ёрунами)

Один из 12 синсё. Так же, как и остальные синсё, принимал участие в заговоре и хотел занять трон. Очень сильно любил свою мать, хотел ради неё быть «идеальным». Думал, что она его не любит, но после Арата открыл ему глаза. Владеет Хаягами воды — Накисава. Покорился Хинохаре.
- Ятака (яп. ヤタカ Ятака)

Один из 12 синсе. Владеет хаягами Дзэкку, показывающим истинную сущность живого существа. Хотел подчинить Арату. В то время в теле Хинохары находился Тэко, а сам Арата был в теле одного из его дзокусе Окимы. Именно благодаря этому они и попали во дворец. Участвовал в заговоре против Химе, так как считал, что она предала его любовь. Во время битвы с Аратой они попадают в плавильный котел душ. Там Арата узнаёт всю его историю. Благодаря ожерелью, которое правительница спрятала в дереве, Арате удаётся убедить Ятаку, что Химэ не предала его. Решает подчиниться Арате, но этого не происходит. Тогда Ятака присоединяется к Хинохаре.

### Второстепенные персонажи
- Принцесса Кикури (яп. キクリ Кикури)

Правительница параллельного мира Амавакуни. Несмотря на детскую внешность, она правит уже 60 лет. Во время церемонии её предают 12 синсё и совершают попытку убить её, свидетелем становится Арата. Сразу после этого с помощью заклинания ввела себя в состояние анабиоза, так как была смертельно ранена. Теперь жизнь принцессы зависит от Араты, который должен принести меч Хаягами, чтобы излечить её, так как рано или поздно магия принцессы иссякнет и она неизбежно умрёт.
Сэйю: Хибику Ямамура
- Канатэ (яп. カナテ Канатэ)

Был раньше членом банды воров, где познакомился с Гинти и решил стать его братом. Вместе с Гинти попал по ошибке в тюрьму Готоэ. После того, как вместе с Гинти, Аратой и Котохой выбирается из тюрьмы, решает следовать за Хинохарой и помогать ему.
Сэйю: Дзюнко Минагава

## Медия

### Аниме
Сериал создан на анимационных студиях Satelite, при участии Южнокорейской студии JM Animation под руководством режиссеров Ясуда Кэндзи и Хан Сын Хи, по сценарию Сэкидзима Маёри, Канэмаки Кэнъити, Нэмото Тосидзо, с использованием дизайна персонажей от художника Айдзава Масахиро. Всё музыкальное сопровождение написали 	Отани Ко, EBA, Кикута Дайсукэ и Като Хадзимэ. Премьера состоялась с 9 апреля 2013 по 2 июля 2013 на телеканалах TV Tokyo, TVA, TVO.

### Манга
Автором и иллюстратором манги является Ю Ватасэ. Манга выпускалась издательством Shogakukan в журнале Weekly Shōnen Sunday с октября 2008 года. Первый том манги был выпущен 16 января 2009 года, а семнадцатый в декабре 2012 года.

## Критика
Ребекка Бунди, представительница сайта Anime News Network, дала первому тому рейтинг B+ «за великолепную рисовку и дизайн персонажей», однако смотреть на запуганного и жалкого главного героя больно. Дэб Аоки на сайте About.com отметил, что сюжет произведения получился довольно шаблонным и предсказуемым и не сможет удовлетворить фанатов жанра чем-то свежим и новым. Однако у серий есть всё же свой «крючок». Кристофер Надольск на сайте Mania.com отметил, что первый том представляет собой весёлое и приятное произведение в стиле фэнтези.